# ISO 3166-2:KZ
ISO 3166-2:KZ est l'entrée pour le Kazakhstan dans l'ISO 3166-2, qui fait partie du standard ISO 3166, publié par l'Organisation internationale de normalisation (ISO), et qui définit des codes pour les noms des principales administration territoriales (e.g. provinces ou États fédérés) pour tous les pays ayant un code ISO 3166-1.
La norme faisait partie autrefois de l'URSS (ISO 3166-2:SU, SUN, 810) avant sa suppression en 1992
Il existe une entrée pour chacune des 14 régions (oblys en kazak) et 3 villes (qala en kazak)

## Provinces
| Code   | Nom                               | Nom kazakh (BGN/PCGN)      | Nom russe (BGN/PCGN)              | Nom russe (GOST)                |
| ------ | --------------------------------- | -------------------------- | --------------------------------- | ------------------------------- |
| KZ-AKM | Oblys d'Aqmola                    | Aqmola oblysy              | Akmolinskaya oblast'              | Akmolinskaja oblast'            |
| KZ-AKT | Oblys d'Aqtöbe                    | Aqtöbe oblysy              | Aktyubinskaya oblast'             | Aktjubinskaja oblast'           |
| KZ-ALM | Oblys d'Almaty                    | Almaty oblysy              | Almatinskaya oblast'              | Almatinskaja oblast'            |
| KZ-ATY | Oblys d'Atyraw                    | Atyraū oblysy              | Atyrauskaya oblast'               | Atyrauskaja oblast'             |
| KZ-KAR | Oblys de Karaganda                | Qaraghandy oblysy          | Karagandinskaya oblast'           | Karagandinskaja oblast'         |
| KZ-KUS | Oblys de Karaganda                | Qostanay oblysy            | Kostanayskaya oblast'             | Kostanajskaja oblast'           |
| KZ-KZY | Oblys de Kyzylorda                | Qyzylorda oblysy           | Kyzylordinskaya oblast'           | Kyzylordinskaja oblast'         |
| KZ-MAN | Oblys de Manguistaou              | Mangghystaū oblysy         | Mangistauskaya oblast'            | Mangystauskaja oblast'          |
| KZ-PAV | Oblys de Pavlodar                 | Pavlodar oblysy            | Pavlodarskaya oblast'             | Pavlodarskaja oblast'           |
| KZ-SEV | Oblys du Kazakhstan-Septentrional | Soltüstik Qazaqstan oblysy | Severo-Kazakhstanskaya oblast'    | Severo-Kazahstanskaja oblast'   |
| KZ-VOS | Oblys du Kazakhstan-Oriental      | Shyghys Qazaqstan oblysy   | Vostochno-Kazakhstanskaya oblast' | Vostočno-Kazahstanskaja oblast' |
| KZ-YUZ | Oblys de Turkestan                | Türkistan oblysy           | Turkestankaya oblast'             | Turkestanskaja oblast'          |
| KZ-ZAP | Oblys du Kazakhstan-Occidental    | Batys Qazaqstan oblysy     | Zapadno-Kazakhstanskaya oblast'   | Zapadno-Kazahstanskaja oblast'  |
| KZ-ZHA | Oblys de Djamboul                 | Zhambyl oblysy             | Zhambylskaya oblast'              | Žambylskaja oblast'             |

## Ville
| Code   | Nom          | Nom kazakh (BGN/PCGN) | Nom russe (BGN/PCGN) | Nom russe (GOST) |
| ------ | ------------ | --------------------- | -------------------- | ---------------- |
| KZ-ALA | Almaty       | Almaty                | Almaty               | Almaty           |
| KZ-AST | Nour-Soultan | Nur-Sultan            | Nur-Sultan           | Nur-Sultan       |
| KZ-SHY | Chymkent     | Shymkent              | Shymkent             | Šimkent          |

KZ-BAY est un ancien code attribué à Baïkonour.

## Historique
Historique des changements
- 2002-05-21 : bulletin d’information n° I-2 Ajout de la ville KZ‐AST; Correction orthographique ; Mise à jour de la Liste Source
- 2002-08-20 : bulletin d’information n° I-3 Correction orthographique variée
- 2002-12-10 : bulletin d’information n° I-4 Suppression d'une ville KZ-BAY
- 2016-11-15 : Ajout d'une ville KZ-BAY; mise à jour de la Liste Source
- 2018-11-26 : Correction de l'étiquette du système de romanization; Ajout de la ville KZ-SHY; Modification du nom de la subdivision de KZ-YUZ; Mise à jour de la Liste Source
- 2020-11-24 : Suppression d'une ville KZ-BAY; Modification du nom de la subdivision de KZ‐AST; Correction du Code Source; Mise à jour de la Liste Source